# Линда Бустрем Кнаусгор
Линда Бустрем Кнаусгор (енгл. Linda Boström Knausgård; [[Бо (Шведска)|], 15. октобар 1972) је шведска ауторка и песникиња. Дебитовала је 1998. године са песничком збирком Gör mig behaglig för såret. Њен критички пробој догодио се 2011. године збирком кратких прича Grand Mal. Њен први роман, Helioskatastrofen, објављен је 2013.

## Књижевна каријера
Линда Бустрем Кнаусгор је дебитоваla 1998. године са песничком збирком Gör mig behaglig för såre. 
Њен пробој догодио се 2011. збирком кратких прича Grand Mal  која се састоји од двадесет кратких, интензивних прозних текстова у мрачном моду. Линда Бустрем Кнаусгор пати од биполарног поремећаја. Њен поремећај био је тема радио-документарца под називом Jag skulle kunna vara USA: s president, који је 2005. године направила за Радио Сверигес.  2013. године објављена је њена трећа књига, роман Helioskatastrofen. Од јануара 2013. године пише хронике за регионалне новине "Ystads Allehanda".

## Лични живот
Линда Бустрем Кнаусгор је била у браку са норвешким аутором Карлом Увеом Кнаусгардом до новембра 2016. године. Они су живели у Остерлен -у, региону у југоисточној Шведској и имају четворо деце.
Линда Бустрем Кнаусгор је ћерка глумице Ingrid Boström.

## Награде
За роман Добро дошла у Америку Линда Бустрем Кнаусгор добила је престижну Августовску награду.